# Sîtne, Seredîna-Buda
Sîtne (în ucraineană Ситне) este un sat în comuna Rojkovîci din raionul Seredîna-Buda, regiunea Sumî, Ucraina.

## Demografie
Componența lingvistică a localității Sîtne
     Rusă (93,31%)
     Ucraineană (6,69%)
Conform recensământului din 2001, majoritatea populației localității Sîtne era vorbitoare de rusă (93,31%), existând în minoritate și vorbitori de ucraineană (6,69%).